# Sanyi, Shizhu
Sanyi (kinesiska: 三益) är en socken i sydvästra Kina. Den ligger i Shizhu härad i storstadsområdet Chongqing, omkring 180 kilometer öster om det centrala stadsdistriktet Yuzhong. Antalet invånare är 2 974. Befolkningen består av 1 445 kvinnor och 1 529 män. Barn under 15 år utgör 28,0 %, vuxna 15-64 år 53 %, och äldre över 65 år 17,0 %.